# Plant Design Management System

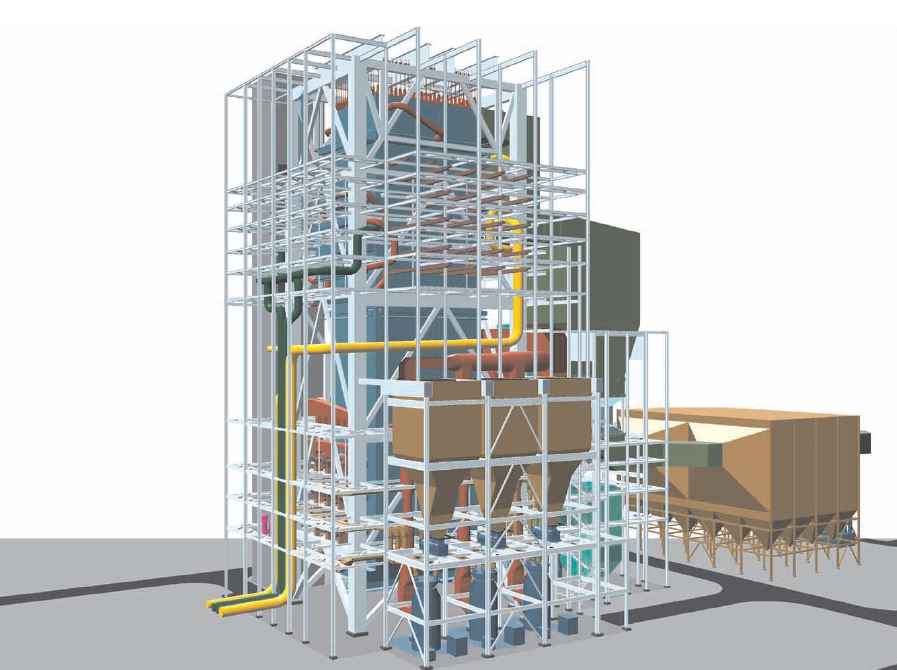
PDMS modell egy széntüzelésű erőmű kazánházáról

A PDMS (Plant Design Management System) egy személyre szabható többfelhasználós multidiszciplináris 3D-tervezőrendszer illetve CAD-alkalmazás mely elrendezési tervekhez főleg ipari üzemtervezésben használatos. Ugyanúgy használható a PDMS folyamattechnikai üzemeknél, mint vegyi üzemeknél, erőműveknél, kőolaj-finomítóknál, fúrótornyoknál, papírgyáraknál és gyárcsarnokok gép-elrendezésénél.

## Működési körei
A PDMS adatbázisai segítségéve tudjuk az összes szükséges építőelemet ábrázolni, úgy mint
- berendezések (készülékek, szivattyúk, hőcserélők stb.) (Equipment)
- csővezetékek (Piping)
- acélszerkezetek (Steelwork)
- beton szerkezetek (Civil Arrangement)
- kábeltálcák
- szellőző csatornák (HVAC)

Az egyes objektumokhoz az összes szükséges információ hozzárendelhető. Így például minden cső mögé megadható információ a méretéről, anyagáról, üzemi hőmérsékletéről, stb.
Csőizometriák és 2D-tervek dinamikusan készíthetők a modellről egy szabálykészleten keresztül.

## Története
Az egykori brit Technológiai Minisztérium ihlete alapján Cambridgeben kezdték el az első kutatásokat, melyek azt célozták, hogy lehet-e összetett háromdimenziós alaptestek kombinációját (pl. csővezetékek és vegyi üzemek) vetületeinek leképezésére használni. A kutató csapatot gyakran CADCentre-nek is említették, amiből a cég 1967-ben hivatalosan is létrejött. Ebből a munkából született a Plant Design Management System, melyet ma a cambridge-i székhelyű AVEVA forgalmaz. A Plant Design Management System fejlesztésének egyik úttörője volt Dr. Richard G. Newell, a Computer-Aided Design Centre (illetve CADCentre, a mai AVEVA) vezetője. A CADCentre neve a 2001-es privatizációja alkalmával változott AVEVA-ra.

## Fordítás
Ez a szócikk részben vagy egészben  a   Plant Design Management System című német Wikipédia-szócikk fordításán alapul.  Az eredeti cikk szerkesztőit annak laptörténete sorolja fel. Ez a jelzés csupán a megfogalmazás eredetét és a szerzői jogokat jelzi, nem szolgál a cikkben szereplő információk forrásmegjelöléseként.
Ez a szócikk részben vagy egészben  a   Plant Design Management System című angol Wikipédia-szócikk fordításán alapul.  Az eredeti cikk szerkesztőit annak laptörténete sorolja fel. Ez a jelzés csupán a megfogalmazás eredetét és a szerzői jogokat jelzi, nem szolgál a cikkben szereplő információk forrásmegjelöléseként.